# J. Kaiser Uhren Villingen
Die J. Kaiser Uhren GmbH Villingen, auch Uhrenfabrik J. Kaiser Villingen GmbH oder Uhrenwerke J. Kaiser GmbH ist ein ehemaliges Schwarzwälder Industrieunternehmen in der Uhrenfabrikation.
Die J. Kaiser GmbH gehörte Mitte des 20. Jahrhunderts (nach Junghans, Europa-Uhren, Kienzle und Blessing) zu den fünf größten Uhrenherstellern in der Bundesrepublik. Der Unternehmer Josef Kaiser (Vater der Unternehmer Franz-Josef Kaiser, Oskar Johann Kaiser und Rudolf-Edgar Kaiser), der Teile der Uhrenfabrik Villingen AG übernahm, gehörte zusammen mit den Familien Junghans, Mauthe und Kienzle zu den Begründern der industrialisierten Uhrenindustrie im Schwarzwald. Die Kaiserwerke Villingen mussten 1972 Insolvenz anmelden und wurden 1975 nach einem Konkurs geschlossen.

## Geschichte
Joseph Kaiser trat 1914 in die Villinger Uhrenfabrik AG ein. Nach deren Konkurs erwarb Josef Kaiser das Werk Villingen, den Werkteil Niedereschach erwarb Andreas Peter, der damit die Uhrenfabrik Peter gründete. Josef Kaiser stammte aus einer alten Schwarzwälder Uhrmacherfamilie. Sein Vorfahr Johannes Kaiser wanderte wahrscheinlich in der zweiten Hälfte des 18. Jahrhunderts in den Ort Lenzkirch (ehemals Habsburgisch) ein. Sein Sohn Josef war Landwirt, Weber und Uhrmacher und wurde 1792 in Lenzkirch geboren. Seit Josef Kaiser waren alle Mitglieder der Familie im Haupterwerb oder im Nebenerwerb Uhrmacher. Die Familie lebte vom Ende des 18. Jahrhunderts bis Ende des 19. Jahrhunderts in Lenzkirch, danach in der Zähringerstadt Villingen (seit der Eingemeindung des württembergischen Ortes Schwenningen: Villingen-Schwenningen). Wilhelm Kaiser war der erste voll ausgebildete Uhrmachermeister, wie auch sein Sohn Franz-Joseph (auch Josef).
Johann und Joseph Kaiser (um 1875) waren die ersten Mitglieder der Familie, die auch im Ausland Arbeitserfahrungen machten. Joseph Kaiser erhielt in der damals weltbekannten Lenzkircher Uhrenfabrik eine kaufmännische Ausbildung. Nach verschiedenen Tätigkeiten auch im Ausland wurde er 1914 bei der Uhrenfabrik Villingen AG im Werkteil Niedereschach eingestellt. Die Uhrenfabrik Villingen AG ging aber noch im selben Jahr Konkurs.
Nach dem Konkurs der Uhrenfabrik Villingen erwarb Josef Kaiser das Werk Villingen. Das Werk Niedereschach (ehemalige Uhrenfabrik Wilhelm Jerger) wurde an einen Mitbewerber verkauft. Josef Kaiser vergrößerte den Betrieb in Villingen in den Folgejahren durch moderne Fabrikationshallen am Stadtrand. Zunächst mit nur 125 Mitarbeitern entwickelte sich das Unternehmen schnell zu einer der größten Uhrenfabriken in Villingen. 1925 übernahm Kaiser die „Schwarzwälder Spezialuhrenfabrik G.m.b.H.“ in Mönchweiler. In den dreißiger Jahren erreichte Kaiser eine Produktionsziffer von bis zu 6000 Weckern am Tag. Spezialisiert war das Unternehmen vor allem auf Reisewecker und normale Wecker, Großuhren wie auch feinmechanische Zieruhren.
In Furtwangen musste 1932 die „BADUF“ (Badische Uhrenfabrik) Konkurs anmelden. Josef Kaiser erwarb 1933 die Baduf, die fortan vom Sohn Oskar Kaiser rechtlich unabhängig weitergeführt wurde. Die Rundfunkabteilung der Baduf wurde in diesem Zusammenhang nach Villingen verlagert. Die Firmenleitung wurde durch Joseph Kaisers Söhne Franz-Josef, Rudolf-Edgar und Oskar Kaiser ausgeübt. Diese erhielten 1937 Prokura.
Da die Firma Kaiser im Zweiten Weltkrieg in der Rüstung beschäftigt war, wurden nach dem Krieg mehrere Betriebsteile der Firma Kaiser durch die Alliierten demontiert. Franz-Joseph Kaiser (Träger des Bundesverdienstkreuzes) war unter anderem im Regionalbeirat der Deutschen Bank für Baden und war Mitglied des Arbeitgeberverbandes sowie im Verband der badischen Uhrenindustrie. Familiär war man auch mit den Zulieferunternehmen Gebr. Heinemann Maschinenfabriken in St. Georgen verbunden. Bis zum Ende der 1960er Jahre produzierte Kaiser auch Kühlschränke und Fernsehgeräte und elektronische Geräte (auch in Lohnfertigung). Diese Produktbereiche verschlangen hohe Entwicklungs- und Investitionskosten, die die Firma Kaiser immer mehr ausbluten ließen. Die Kühlschrankproduktion wurde deshalb eingestellt, die Radio- und Fernsehabteilung 1969 an die Grundig AG verkauft.
Anfang der 1970er Jahre geriet das Unternehmen Kaiser infolge des Konkurrenzdruckes der neuen Quarz- und Billiguhren besonders aus Asien sowie eines viel zu breiten Produktsortiments in Schieflage und musste 1972 Insolvenz anmelden. Mit nur noch 150 Mitarbeitern wurde noch bis 1975 im Konkursverfahren weitergearbeitet, dann wurde die Uhrenfabrik Kaiser in Villingen geschlossen. Die Fertigungsanlagen der Uhrenproduktion wurden vom Konkursverwalter in die DDR verkauft und dort bei der Uhrenwerke Ruhla weiter verwendet, was in Villingen für erhebliches Aufsehen und auch für Unverständnis sorgte. (Die DDR war aus Devisengründen zu diesem Zeitpunkt stark am Erwerb westdeutscher Technologie und am Absatz von DDR-Uhren in Westdeutschland interessiert.)
Das Tochterunternehmen Badische Uhrenfabrik (Baduf) in Furtwangen existierte noch bis 1983 und wurde ebenfalls im Rahmen eines Konkursverfahrens geschlossen.

## Warenzeichen der Kaiser-Unternehmen
Das Warenzeichen der Kaiser-Unternehmen war eine Raute in einem Kreis stehend mit den Buchstaben J–K. Die Kaiser-Raute wurde auch innerhalb eines altertümlichen Zifferblattes abgebildet – die Farben waren meist Rot, Gelb, Schwarz.
Dieses Zeichen geht auf die vormalige Uhrenfabrik Wilhelm Jerger in Niedereschach zurück, die als Warenzeichen bereits eine Raute nur dem Buchstaben „J“ verwendet hatte.